# بخش دیلی، شهرستان میل لاک، مینه سوتا
بخش دیلی (به انگلیسی: Dailey Township) یک منطقهٔ مسکونی در ایالات متحده آمریکا است که در شهرستان میل لاک واقع شده‌است.
 بخش دیلی ۷۹٫۹ کیلومتر مربع مساحت و ۲۳۴ نفر جمعیت دارد و ۳۷۵ متر بالاتر از سطح دریا واقع شده‌است.